# Juan Maestro
Juan Maestro es una sandwichería del holding chileno G&N Brands que nace en 1983 con su primer local en el centro de Santiago. Sin embargo, a lo largo de los años se ha ido ampliando y hoy cuenta con 81 locales en el país, los cuales están ubicados en distintas partes de Chile.
Juan Maestro es una marca de la empresa G&N Brands Spa conocida por ser líder en la categoría de sándwich. Dentro del mercado de las Franquicias Gastronómicas, el holding G&N Brands es el grupo gastronómico más grande de Chile y cuenta con 30 años de presencia en el mercado nacional, liderado por su CEO y presidente, el brasileño Atila Noronha, quien llegó al cargo en 2018.
Sus productos son los sándwiches de churrasco, pollo o lomo de cerdo. En los cuales cuentan con distintos rellenos como el granjero, chacarero, barros luco, campero e italiano. También, el restaurante ofrece ensaladas y acompañamientos como papas fritas, empanadas, batidos, helados y refrescos como bebidas, jugos naturales y cerveza. 

## Historia
En 1983 Juan Maestro instala su primer local en la comuna de Santiago.
En 2016, la firma estadounidense The Carlyle Group compró el 75% de Juan Maestro, además de Doggis, Fritz, Bob's, Mamut, Popeye's y Tommy Beans, que son otras de las marcas de G&N Brands. Las cuales tienen una facturación anual que supera los US$150 millones.
En 2018, el Maestro especialista en sándwich recibió el máximo galardón como la mejor marca en comida rápida según sus consumidores. En el mismo año la matriz  sumó casi 40 aperturas en el último año, sobre todo por los restaurantes Tommy Beans, Doggis y Juan Maestro.

## Celebraciones
El 24 de junio de 2020, Juan Maestro celebró por primera vez su santo y de manera online, donde reconoció también a los profesionales del Hospital San Juan de Dios. Tras 30 años de experiencia en el rubro, el restaurante decidió festejar su onomástico (Día de San Juan) con la clásica receta de su sándwich churrasco Granjero a un precio bajo mediante las aplicaciones de comida y To Go.
Desde el 23 al 25 de junio de 2021, el restaurante decidió seguir con la celebración de su santo y ofreció precios rebajados con promociones exclusivas, como el clásico churrasco Italiano y Barros Luco.